# Theravada
Theravada (pali för "skolan av de äldre munkarna") är en inriktning inom buddhismen som utgår från lärdomarna i den theravadabuddhistiska palikanonen. Theravada är väldigt varierad, eftersom traditionen utvecklats under dess långa historia av interaktioner med olika kulturer och folkgrupper. Det är den dominerande religionen i Kambodja, Laos, Myanmar, Sri Lanka och Thailand, och följs dessutom av minoritetsgrupper i Bangladesh, Kina, Malaysia, Nepal och Vietnam. Särskilt viktigt inom traditionen är: de fyra ädla sanningarna, den åttafaldiga vägen, dygd och meditation.

## Historik

### Ursprung
Namnet "theravada" kommer från Sthaviravada, en av de tidiga buddhistiska inriktningarna, som theravada anser sig ha sina rötter i. Efter att en grupp "äldre medlemmar" (sthhaviras) misslyckats med att modifiera vinayan vid det andra buddhistiska rådet, bröt sig dessa "äldre medlemmar" lös från majoritetsgruppen Mahasanghika och bildade sthaviriya. Enligt dem själva, kom theravada från vibhajjavada ("lärdomen av analys"), vilket var en grupp inom sthaviriya.
Enligt Damien Keown finns det dock inget historiskt bevis för att theravada uppkom innan två århundraden efter den stora uppdelningen som skedde vid det tredje buddhistiska rådet. Theravadas följare hävdar dock att deras lärdomar kommer från det tredje buddhistiska rådet, som skedde under Ashokas tid omkring år 250 f.Kr.

### Spridning till Sri Lanka
Theravada sägs komma från tamraparniyainriktningen, vilket betyder "den srilankesiska ätten". Missionärer som skickades från Indien sägs ha inkluderat Ashokas son Mahinda och hans dotter Sanghamitta, som anses vara de mytiska grundarna av buddhismen i Sri Lanka, en historia som forskare anser hjälper att legitimera theravadas påståenden om att vara den äldsta buddhistiska skolan som finns kvar.
Enligt forskaren A. K. Warder:
... [Theravada] spred sig snabbt till söder från Avanti till Maharashtra och Andhra och ner till Chola (Kanchi), samt Sri Lanka. Under en tid stannade de i Avanti och i deras nya territorier, men gradvis började de omgruppera sig i söder, Mahavihara i Anuradhapura, den antika huvudstaden av Sri Lanka, blev centret för den nya traditionen, och Kanchi blev ett sekundärt center och de nordliga regionerna övergick till andra buddhistiska inriktningar.

### Uppdelningar inom theravada

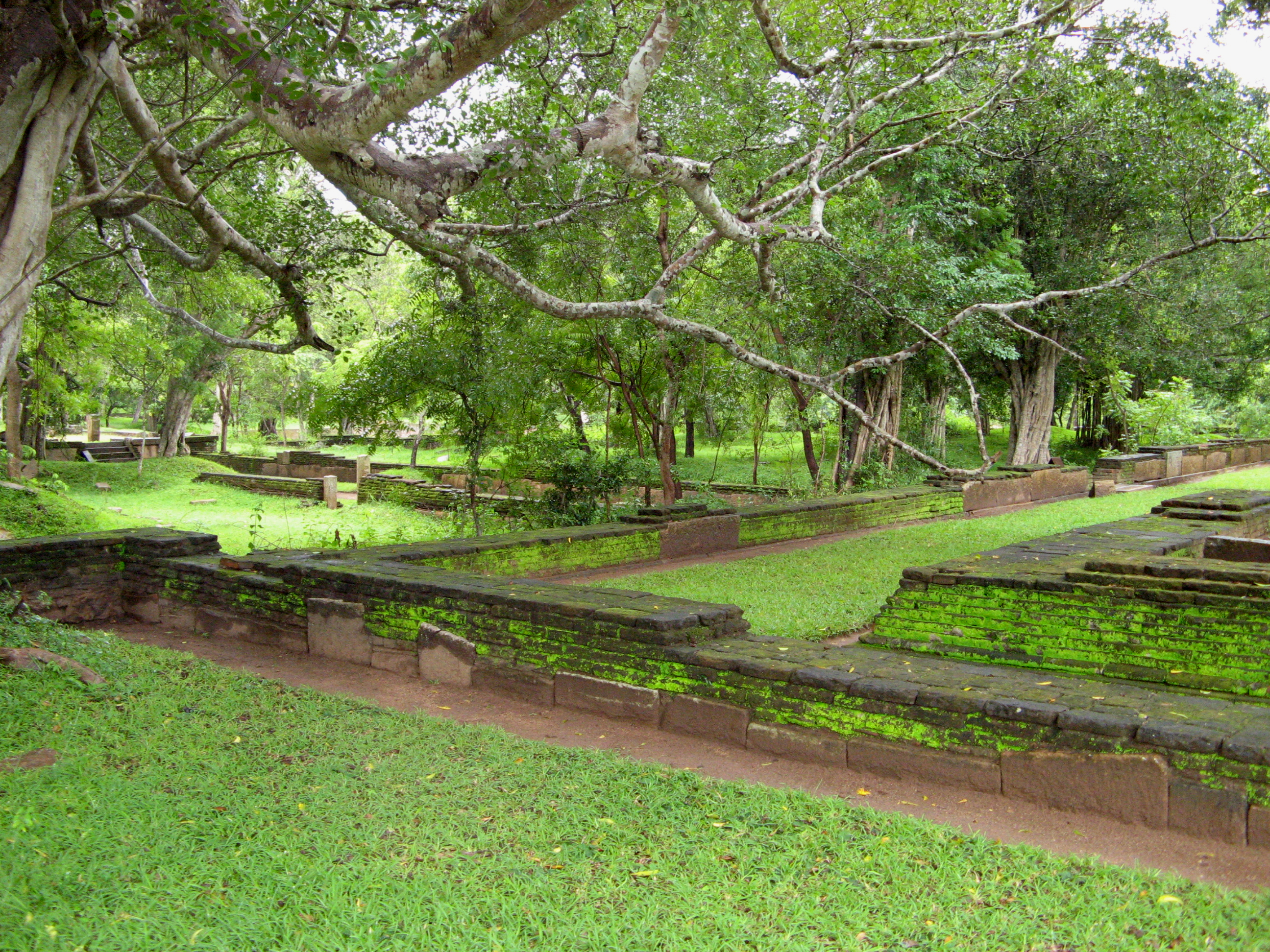
Ruinerna till Abhayagiri vihara

I den tidiga historien av buddhismen i Sri Lanka, fanns främst tre uppdelningar av Theravada i Sri Lanka, i tre olika kloster: munkarna vid Mahavihara, Abhayagiri vihara och Jetavana. Mahavihara var det första klostret som bildades, medan de andra två etablerades av munkar som brutit sig ur Mahavihara. Enligt A.k. Warder, etablerade sig den indiska Mahaisaka-traditionen också i Sri Lanka tillsammans med Theravada, men denna blev senare transformerad in i theravada. Vissa delar i norra Sri Lanka hade också en del följare av andra indiska buddhisttraditioner under vissa perioder.
När den kinesiske munken Faxian besökte Sri Lanka under 400-talet, noterade han 5000 munkar vid Abhayagiri vihara, 3000 munkar vid Mahavihara och 2000 vid Cetiyapabbatavihāra.

### Influenser från mahayana
Över århundradena hade Abhayagiri vihara nära relationer med indiska buddhister, och antog flera nya utövningsformer från Indien. inklusive många delar ur mahayana, medan Jetavana antog mahayana lite mindre.
Xuanzang skrev om två huvudsakliga uppdelningar av theravada i Sri Lanka, där han refererade till Abhayagiri som "mahayana sthaviror" och Mahavihara som "Hinayana sthaviras". Xuanzang skrev:
Mahaviharavasins avvisar mahayana och följer hinayana, medan Abhayagiriviharavasinorna studerar både hinayana och mahayana, och propagerar för tripitakan.
Akira Hirakawa noterar att den överlevande palikommentarer (Atthakatha) av Mahaviharaskolan, om lästa noggrant, har en del likheter med mahayanska läror. Kalupahana noterar samma sak för Visuddhimagga, det viktigaste kommenterande verket inom theravada.
Det är känt att under 700-talet, utövades både mahayana och esoterisk vajrayana i Sri Lanka, och två indiska munkar ansvariga för att propagera för esoterisk buddhism i Kina, Vajrabodhi och Amoghavajra, besökte ön under denna tid. Abhayagiri Vihara tros ha varit ett center för theravada, mahayana likväl som vajrayana.

### Upphävandet av andra theravadatraditioner

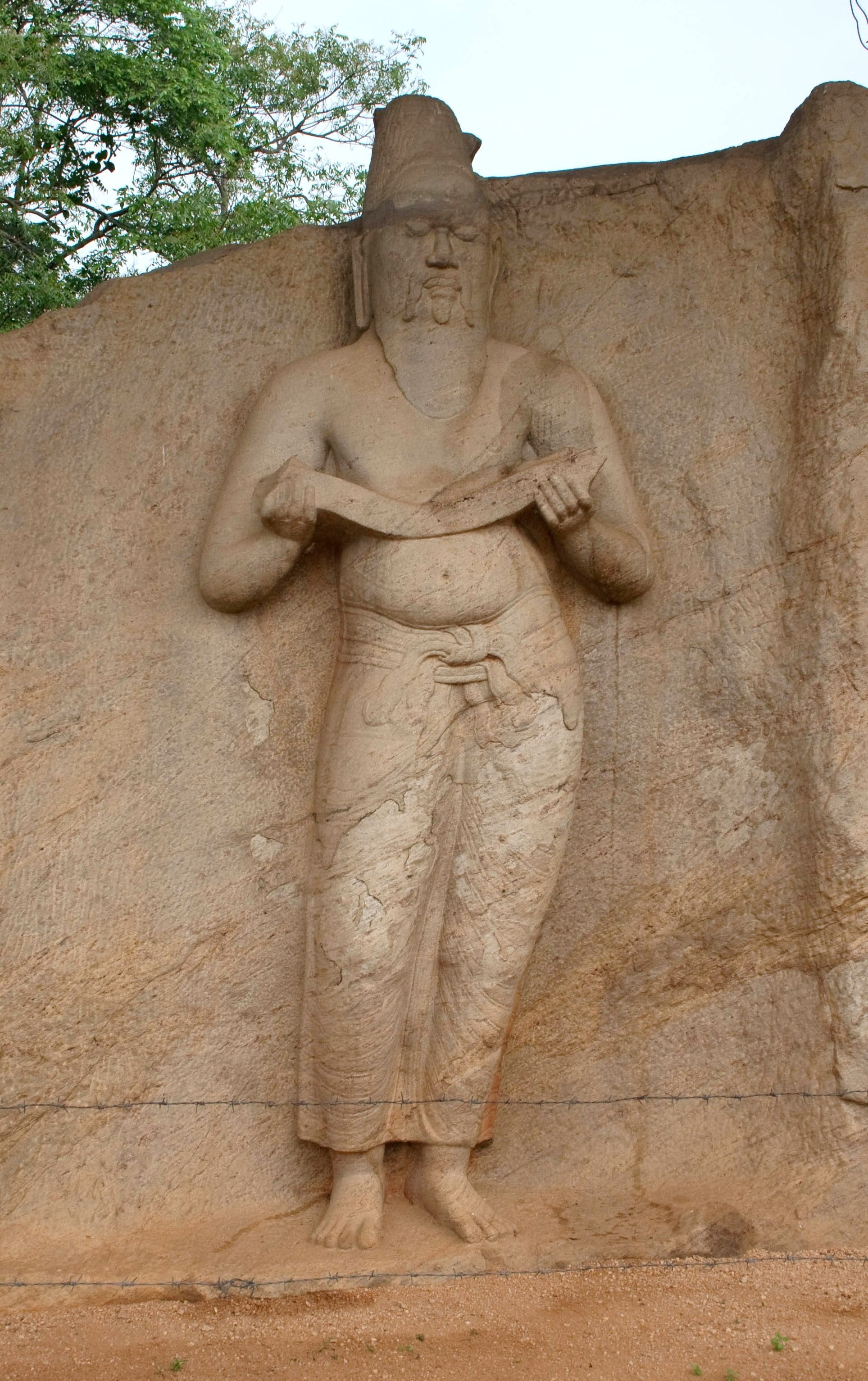
En staty av Parakramabahu, den kung som upphävde Abhyagiri Vihara och Jetavanin.

En del forskare menar att makthavarna i Sri Lanka gjorde så att Theravada förblev traditionell, och att detta kontrasterar med den indiska buddhismen. Före 1100-talet gav dock många av Sri Lankas makthavare stöd till Abhayagiri, och resande män såsom Faxian såg Abhayagiri som den huvudsakliga buddhistiska traditionen i Sri Lanka.
Abhyagiri Viharas dominans förändrades dock under 1100-talet, då Mahaviharatraditionen fick politiskt stöd av kungen Parakrambahu (1153-1186), som fullständigt upphävde traditionerna Abhyagiri och Jetavanin. Theravadamunkarna i dessa traditioner var då tvungna att antingen återgå till lekmannalivet permanent, eller att försöka bli munkar igen inom Mahaviharatraditionen som noviser (samanera). Richard Gombrich skriver:
Trots att historian säger att han återförenade sanghat, ignorerar detta det faktum att vad han gjorde var att upphäva Abhayagiri och Jetavana traditionerna. Han tvingade många munkar inom Mahavihara till att återgå till lekmannalivet, och detsamma gjorde han för alla munkar i de andra två traditionerna — och han tillät sedan de bättre bland de andra två traditionerna att bli noviser i det nu 'enade' sanghat, i vilken de var tvungna att göra om hela processen från novis till munk.

### Spridning till Sydostasien
Före 1100-talet var områden i Thailand, Myanmar, Laos och Kambodja dominerade av olika buddhistiska traditioner från Indien, inklusive mahayana. Under 600-talet noterade Yijing i sina resor att i dessa områden förekom alla huvudsakliga inriktningar inom indisk buddhism.
Trots att det finns vissa tecken på att theravada fanns i Myanmar under ett tidigt stadium, pekar allt fler bevis till att i det stora hela följde Myanmar mahayana snarare än theravada, och använde sanskrit istället för pali. Efter att buddhismen i stort sett dött ut i Indien, skickades missionärer från Sri Lanka för att konvertera buddhister i Thailand, Laos och Kambodja till theravada.

## Meditation

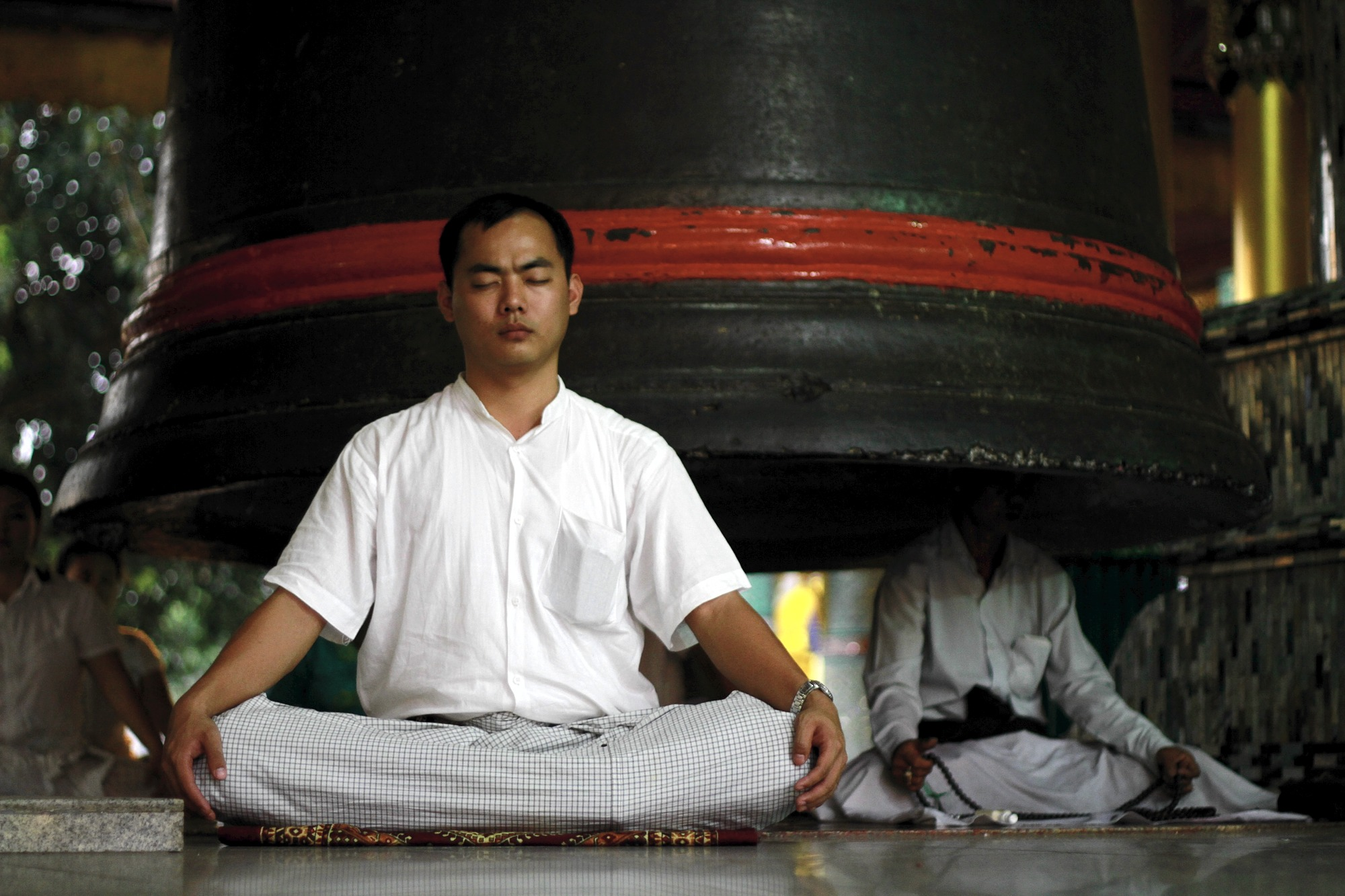
En burmesisk lekman mediterar

Theravadabuddhistisk meditation kategoriseras in i två kategorier: samatha och vipassanā.

### Samatha
Samatha är tekniskt sett snarare ett slags sinnestillstånd snarare än just en form av meditation, men meditationsformen siktar till att uppnå detta sinnestillstånd. Ordet i sig, betyder "lugn" eller "stillhet", vilket beskrivs som ett lugn som utvecklas genom en utveckling av utövarens koncentrationsförmåga. Denna form av koncentration särskiljs dock från den koncentration som vanligtvis sker i känslovärlden. Samatha, utgör också den nivå av koncentration som krävs för att vipassana ska kunna användas för att utveckla insikt. Det meditativa utövandet som resulterar i samatha, beskrivs i nio steg, där de första innebär att använda sig av diverse mentala medel för att försöka fortsätta vara koncentrerad på objektet som fokus ligger på. Exempelvis nämns lathet som ett hinder i den tidiga processen, vars motgift då bland annat är: vilja, motivation och tro. När utövaren sedan tagit sig igenom alla steg, och nått väldigt långt, kan lugn behållas i sinnet utan att utövaren lägger någon ansträngning i det. Detta sägs även medföra mycket stor fysisk njutning och mental stillhet.
Det finns 40 traditionella objekt som används som koncentrationsobjekt inom samathameditation, kammaṭṭhāna.

### Jhana
Jhana, bokstavligen "meditativ absorption" är ett meditativt tillstånd som liknar en slags trans. Sinnet sägs tillfälligt frångå från den externa verkligheten, och istället fullkomligt absorberas in i objektet som koncentreras på.

### Vipassana
Vipassana innebär att utövaren utvecklar insikt i de tre karaktärsdragen av existensen: förgänglighet, dukkha, och anatman/anatta. Inom denna meditationsform analyserar utövaren ting såsom den fysiska kroppen, eller mentala sinnestillstånd. Denna meditationsform sägs kulminera i visdom, insikt och slutligen nirvana.
Den mest vanligt omnämnda metoden för användningen av vipassana i palikanonen inkluderar både samatha och vipassanameditation. Först utvecklar utövaren djup koncentration och jhana genom samatha, och sedan analyseras det mentala tillståndet jhana med hjälp av vipassana. Alla buddhor och alla dessa buddhors direkta lärjungar sägs ha gjort detta. En metod mindre omnämnd är att enbart använda vipassana, där utövaren i sådana fall analyserar de vanliga mentala tillstånden och den fysiska kroppen, istället för jhana.
Under 900-talet dog vipassana ut inom theravada, eftersom utövandet ansågs vara verkningslöst som följd av att buddhismen ansågs ha förfallit under de många år gått sedan Buddhas död. Under 1700-talet började dock utövandet att bli populärt igen, till den grad att fristående meditationsrörelser bildades centrerade kring vipassana, ofta riktade åt lekmän. Denna utveckling skedde främst i Thailand och Myanmar, men det har sedan dess spridit sig till andra theravadaländer.

## Buddha
Se även: Buddha
Centrumet för traditionen är Gautama Buddha, Shakyamuni, men 24 tidigare buddhor nämns också i palikanonen. Få av dessa är dock särskilt betydelsefulla inom theravadisk ikonografi eller i historier, förutom när de förekommer i någon historia centrerad kring Shakyamuni. En buddha som dock har relativt stor betydelse, är Maitreya, den buddha som förväntas komma efter Shakyamuni. Inom theravada anses bara en buddha kunna existera åt gången, till skillnad från mahayana som menar att flera buddhor kan existera samtidigt.
Dyrkan av Buddha förekommer inom theravada, i allt från daglig personlig dyrkan till årliga festivaler som inkluderar hela den theravadiska gemenskapen. En av dessa festivaler, är wesak, som firar Buddhas födelse, upplysning och död.

## Lekmän och munkar

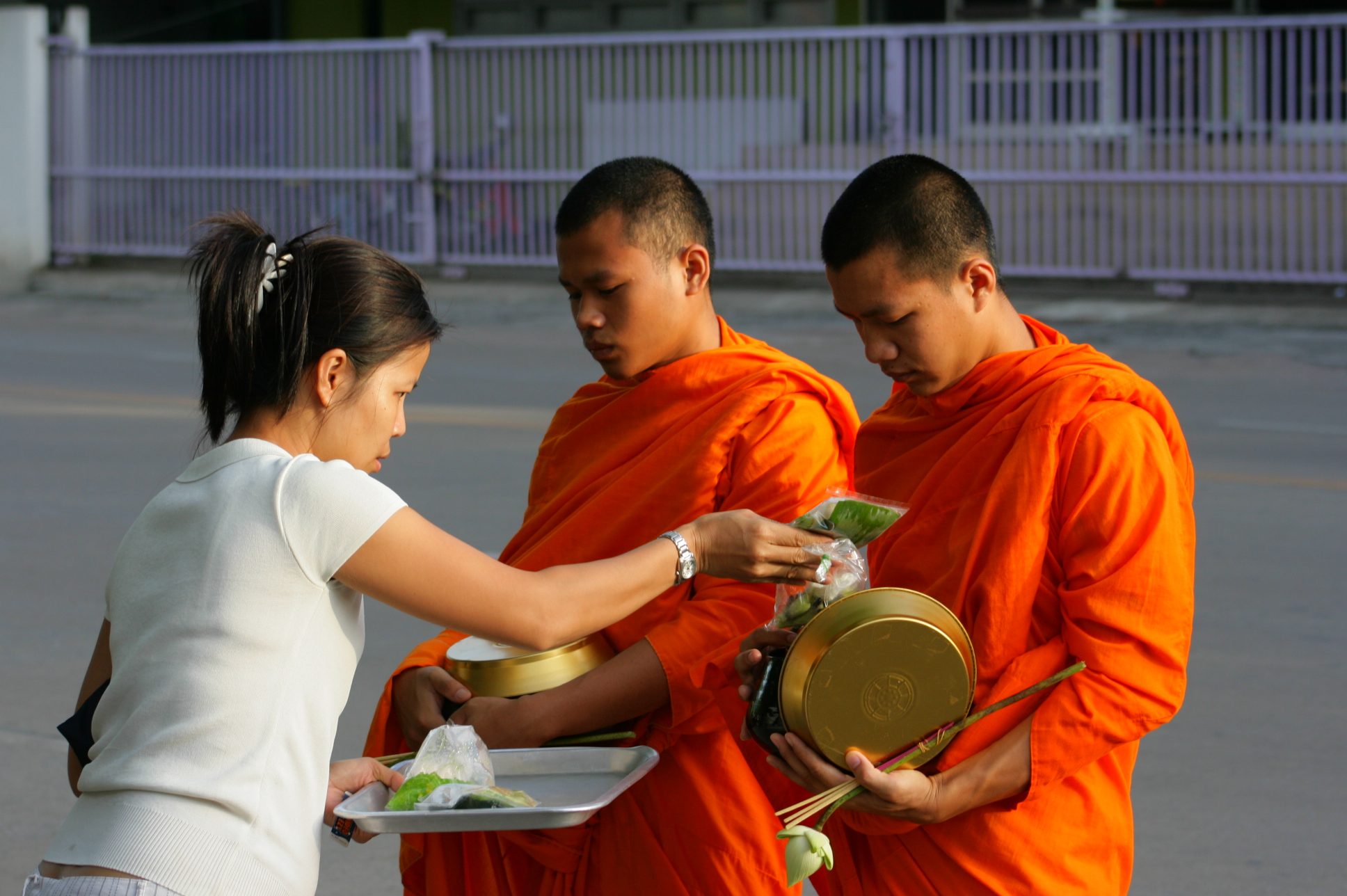
En lekkvinna ger en gåva av mat till en munk

Traditionellt har theravada gjort tydlig skillnad på de utövningsformer som är lämpade för lekmän respektive munkar och nunnor. Även om möjligheten för lekmän att bli upplysta eller nå andra andliga mål (såsom sotāpanna) inte ignoreras helt inom theravada, är sådana idéer mer vanliga inom mahayana och vajrayana. Inom theravada anses munkar och nunnor ha mycket bättre chanser till att nå långt på den andliga vägen. Åsikten att theravada skulle huvudsakligen vara en klostertradition, har dock disputerats.
Vissa västerländska forskare har felaktigt försökt påstå att mahayana är huvudsakligen en religion för lekmän och theravada är huvudsakligen en klosterreligion. Både mahayana och theravada har som sin grund starka klostergemenskap, som är nästan identiska sett till deras levnadsregler. Inriktningar inom mahayana utan munkar och nunnor är relativt nya, och baserar sig ofta på kulturella och historiska överväganden snarare än skillnader i doktrin. Både mahayana och theravada har också gett en tydlig och viktig plats för lekmän.–Ron Epstein, "Clearing Up Some Misconceptions about Buddhism"
Munken utgör en symbol för upplysning — även om många samtidigt tror att upplysning är någonting mycket långt borta. I Sri Lanka är standarden att munkar förblir munkar för livet, men i Sydostasien förekommer det även att unga män blir munkar under en kortare period, eller att äldre män blir munkar som en slags pensionering. Att bli munk anses dessutom ge god karma till sin mor, vilket då kan resultera i en mer gynnsam återfödelse för modern i nästa liv. I samtliga theravadaländer förekommer också att mycket unga pojkar blir munkar; i Sri Lanka kan pojkar bli munkar från åtta års ålder, och i Myanmar förekommer ännu yngre munkar. 
Lekmän utför många olika ceremonier i relation till munkarna, i allt från årliga och traditionella ceremonier, till mer oplanerade ceremonier såsom att visa vördnad inför en munk som lekmannen råkar träffa. Den kanske viktigaste ceremonin på året, är när lekmännen vid slutet av regnreträtten (vassa) ger kläder och andra gåvor till munkarna. Munkarna utgör således en stor del av lekmännens utövande, då munkarna anses vara en källa för god karma/meriter. Genom att bland annat ge gåvor till munkar, kan lekmännen bland annat säkra sig en mer gynnsam återfödelse.
Abboten är ofta den mest respekterade och inflytelserika mannen i hela byn som ett kloster är beläget i, och blir således uppsökt för personliga råd i många ärenden. Dessutom lär munkar och nunnor ut till lekmän bland annat i klostret, vid begravningar och vid minnesstunder i hemmen. De buddhistiska klostren och dess munkar/nunnor gör också många andra saker gentemot lekmännen, däribland ger de husrum till de som kommer dit, instruktioner i meditation, ritualer vid begravningar, och så vidare.

### Nunnor i theravada
I Thailand är det olagligt för kvinnor att bli nunnor, och alla munkar som försöker att viga en kvinna till en nunna blir allvarligt bestraffad.
För att nya nunnor ska kunna invigas, måste det finnas en nunna som varit nunna i minst 14 år för att kunna inviga nya nunnor — munkar anses alltså inte kunna inviga nya nunnor. Nunnetraditionen tros ha dött ut i Sydostasien och Sri Lanka under medeltiden, och att det finns få bevis för att en nunnetradition någonsin blev etablerad i Sydostasien. Det finns dock nunnetraditioner kvar i Östasien, men dessa är inte inom theravada. I theravadaländer är istället de flesta buddhistiska "nunnorna" invigda med åtta, nio eller tio regler, vilket gör att de inte riktigt är lekmän, men inte heller fullt ut är nunnor. I moderna tider har dock ett antal försök till att återuppliva nunnetraditionen skett i theravadaländer.

## Tre typer av theravada
Enligt Melford Spiro, kan theravadas utövare kategoriseras in i tre kategorier
1. Utövare som fokuserar på meditation och att så snart som möjligt uppnå nirvana.[30]
2. Utövare som fokuserar på etik och att samla på sig god karma, för att säkra sig en mer gynnsam återfödelse.[30]
3. Utövare som fokuserar på att använda ritualer och andra medel för att försöka förbättra sin nuvarande livssituation, ofta inom ramarna av karma.[30]

Buswell menar dock att väldigt utförliga ritualer dock förekommer i viss utsträckning även bland utövare i den första gruppen, i synnerhet bland munkar.

## Skrifter
Huvudartikel: Palikanonen
Theravada har Palikanonen som sin heliga skrift. Denna komponerades i norra Indien och spreds till en början via muntlig tradition, och skrevs till slut ned 29 år f.Kr i Sri Lanka. Skriften är uppdelad i tre delar, en del med vinaya (bland annat, levnadsregler för munkar och nunnor), sutror (lärdomar tillskrivna Buddha eller hans lärjungar) och Abhidhamma (en systematisering av buddhismens lära).

## Fyra steg av upplysning
Inom theravada benämns fyra steg av upplysning: sotapatti (ingång i strömmen), sakadagati (återvänder en gång), agati (återvänder inte) och arahatta (upplysning). Varje steg innebär att utövaren frigjort sig från eller försvagat flera av de olika samyojana (bokstavligen "bojor") som anses binda utövaren till samsara.
Sotapatti innebär att utövaren inte längre har någon tvivel gällande Buddhas lära, utövaren är inte längre fäst vid riter och ritualer, och tron på ett bestående jag har försvunnit (se: Anatta). De som uppnått detta stadium kallas för en sotāpanna. En sotāpanna anses ha 7 fler liv innan denne är garanterad fullständig nirvana. Alla dessa 7 återfödelser anses vara positiva, det vill säga: inga återfödelser sker i djurvärlden, helveten, eller liknande, alla återfödelser sker i människovärlden eller i himmelriken.
Sakadagati är ett stadium då utövaren endast har en återfödelse kvar innan utövaren är garanterad nirvana. En utövare som uppnått detta stadium kallas för en sakadagami. För detta stadium krävs det att utövaren kraftigt försvagat bojorna av sensuella begär och aggression.
Agati innebär att utövaren har helt förgört bojorna av sensuella begär och aggression. Utövare som uppnått detta benämns som en anāgāmī. Dessa utövare återvänder inte till människolivet, utan återföds istället en gång i ett av fem himmelriken som tillsammans kallas suddhavasa. Bara de som uppnått detta stadium återföds här, och de som återföds här är också garanterade nirvana.
Arahatta är stadiet av upplysning, den som uppnått detta kallas för en arahant. Arahanten har utplånat alla de tio bojorna som annars binder varelser till samsara. Jämfört med de som uppnått stadiet av agati, har en arahant utöver dessa utplånat följande bojor: begär för välstånd i den materiella världen, begär för återfödelse i himmelriken, stolthet, rastlöshet och ignorans.

## Bodhisatta
En frekvent påstådd vanlig skillnad mellan theravada och mahayana är att theravada är vägen av arahanten, medan mahayana är vägen av bodhisattvan. Denna jämförelse är dock felaktig, anser Buswell, då theravada erkänner tre vägar: den av en bodhisatta (sanskrit bodhisattva), den av en paccekabuddha (sanskrit: pratyekabuddha) och vägen av arahanten. Buswell menar att ett bodhisattvaideal ändå funnits inom theravada, men att det inte blivit utbrett i sådan grad såsom i mahayana och vajrayana. Även om termen bodhisattva är mer kopplad till Gautama Buddha och hans tidigare liv innan han blev en buddha, förekommer även bodhisattvalöften bland kungar. Ett antal boktryckare inom theravada har också noterats ha tagit bodhisattvalöften.

## Festivaler och traditioner
1. Magha Puja
2. Vesak
3. Asalha Puja
4. Uposatha
5. Vassa (regnreträtt)

## Antal följare i Asien
Enligt en demografisk analys av Peter Harvey gjord 2013, har theravada 150 miljoner följare (28% av alla buddhister). I Asien ser fördelningen ut på följande vis:
| Theravada i Asien                     | Theravada i Asien | Theravada i Asien             |
| Land                                  | Antal följare     | Andel av befolkning/Minoritet |
| ------------------------------------- | ----------------- | ----------------------------- |
| Thailand                              | 61 miljoner       | 94%                           |
| Myanmar                               | 44,5 miljoner     | 89%                           |
| Sri Lanka                             | 15,05 miljoner    | 70%                           |
| Kambodja                              | 13,3 miljoner     | 95%                           |
| Laos                                  | 4,4 miljoner      | 67%                           |
| Kina vid gränsen mot Laos och Myanmar | 1,2 miljoner      | Minoritet                     |
| Vietnam vid gränsen mot Kambodja      | 1 miljon          | Minoritet                     |
| Bangladesh vid gränsen mot Myanmar    | 1 miljon          | Minoritet                     |
| Indien vid gränsen mot Myanmar        | 0,3 miljoner      | Minoritet                     |
| Malaysia (norra)                      | 0,07 miljoner     | Minoritet                     |
| Indien (nya konvertiter)              | 7,1 miljoner      | Minoritet                     |
| Indonesien (nya konvertiter)          | 0,3 miljoner      | Minoritet                     |
| Nepal (nya konvertiter)               | 0,3 miljoner      | Minoritet                     |

## Galleri

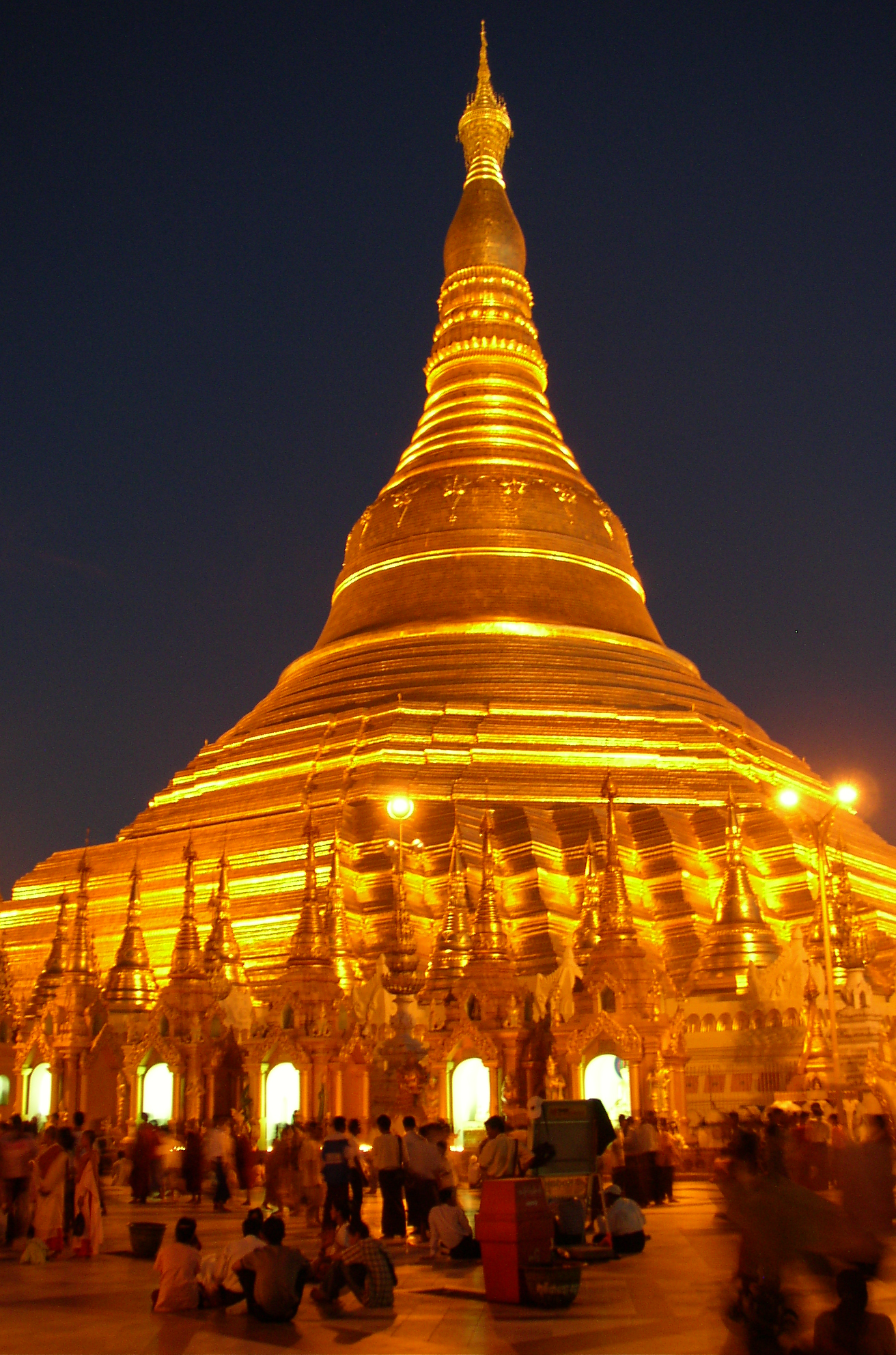
Shwedagon i Rangoon, den mest heliga pagodan i Myanmar.
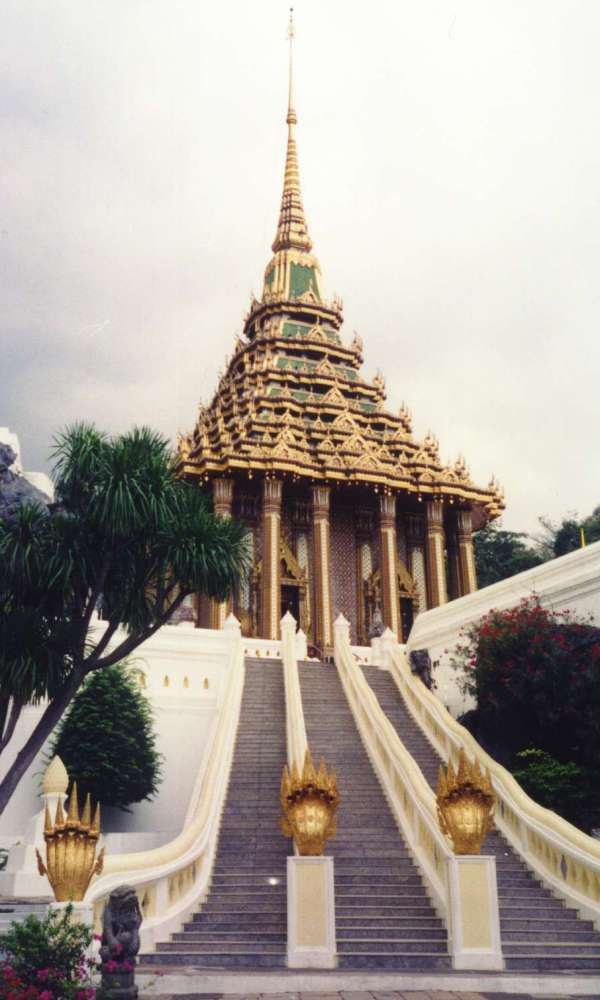
Wat Phra Phutthabat, det viktigaste templet i centrala Thailand.
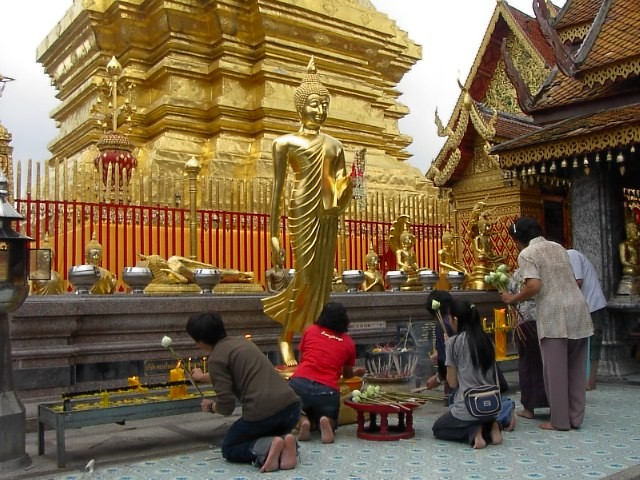
Buddhister vid Wat Phrathat Doi Suthep, nära Chiang Mai, Thailand.
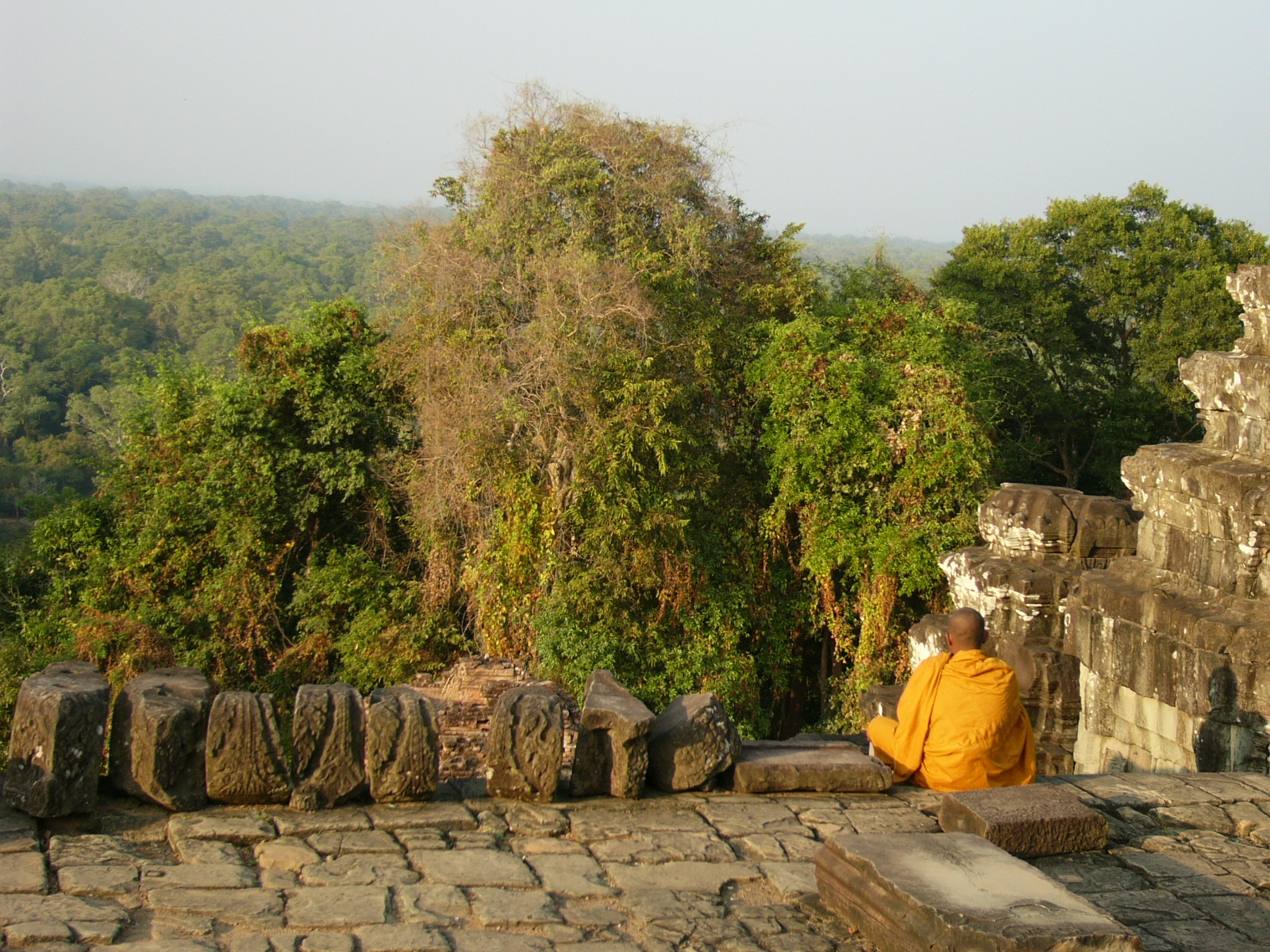
Khmermunk i meditation vid Phnom Bakheng i Angkor, Kambodja.
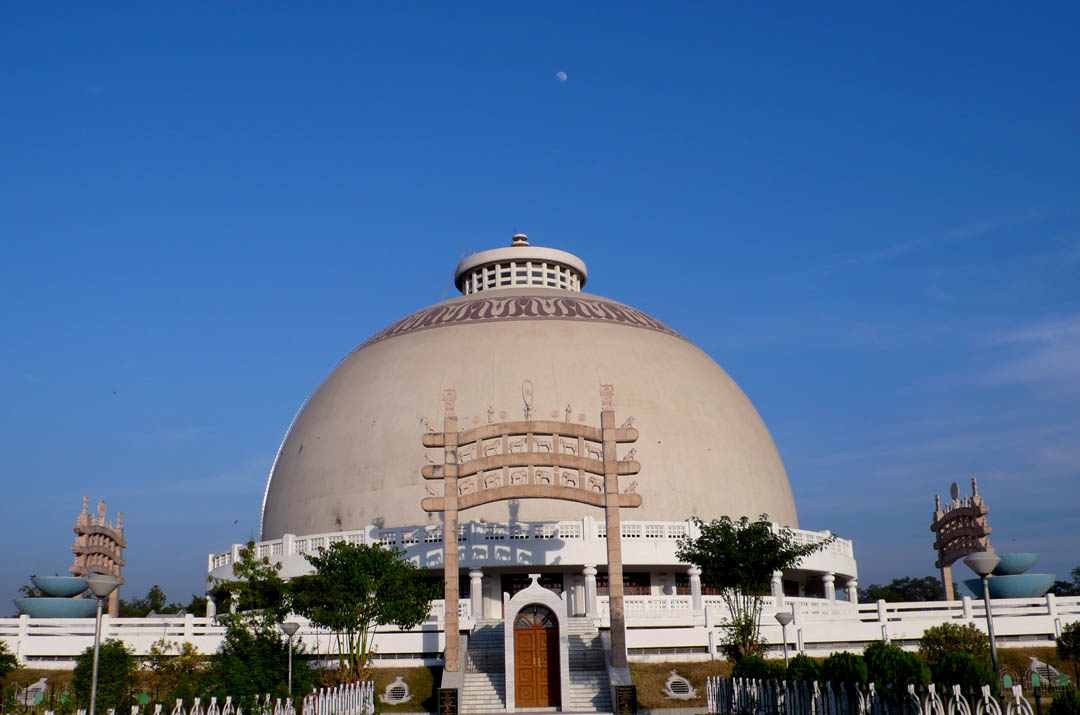
Deekshabhoomi, 380,000 följare konverterade till buddhismen tillsammans med Dr.Babasaheb Ambedkar På October 14, 1956. Deekshabhoomi är en viktig plats för återupplivandet av buddhismen i Indien.
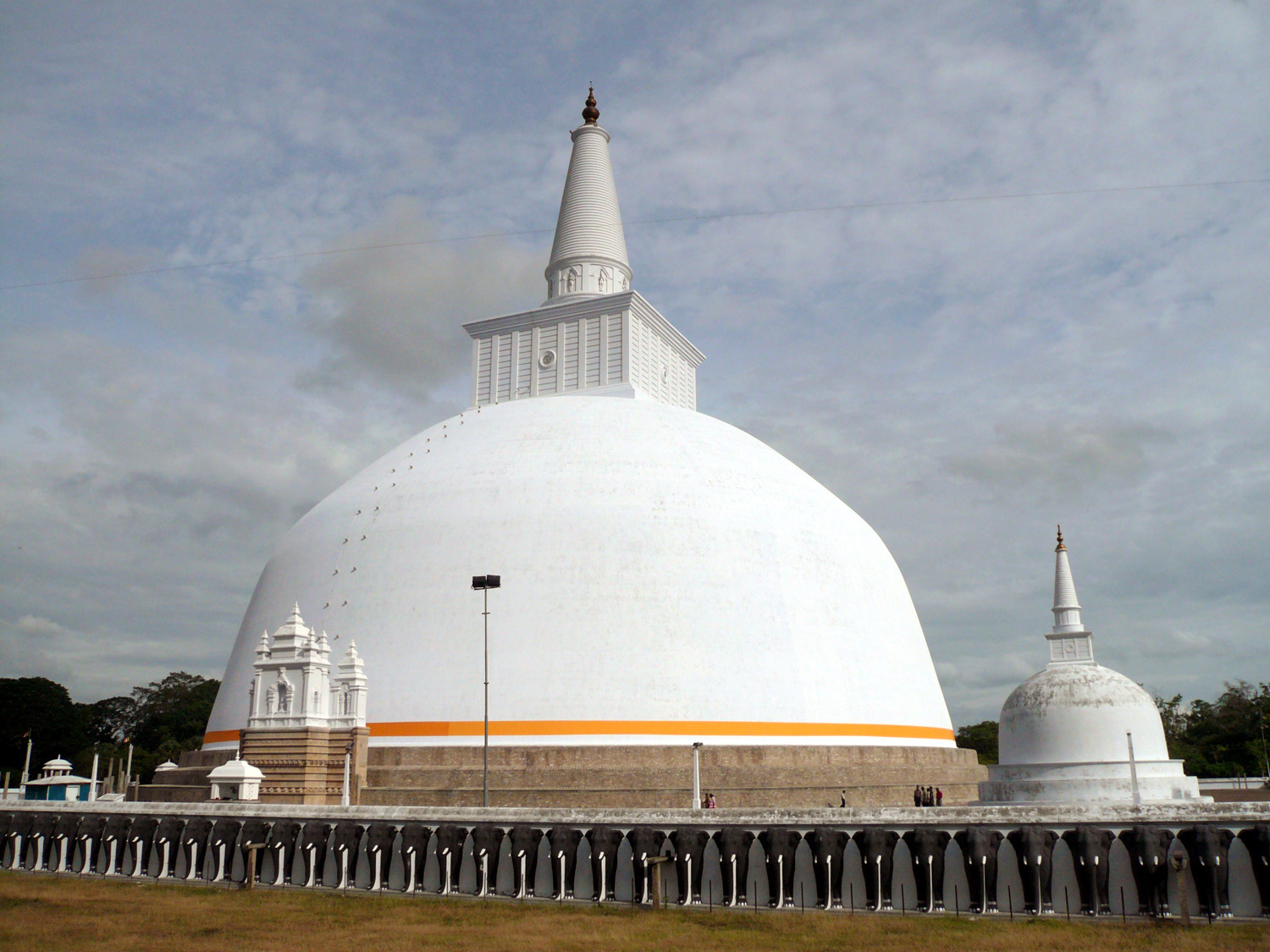
Ruwanwelisaya i Anuradhapura, den heligaste stupan Sri Lanka.
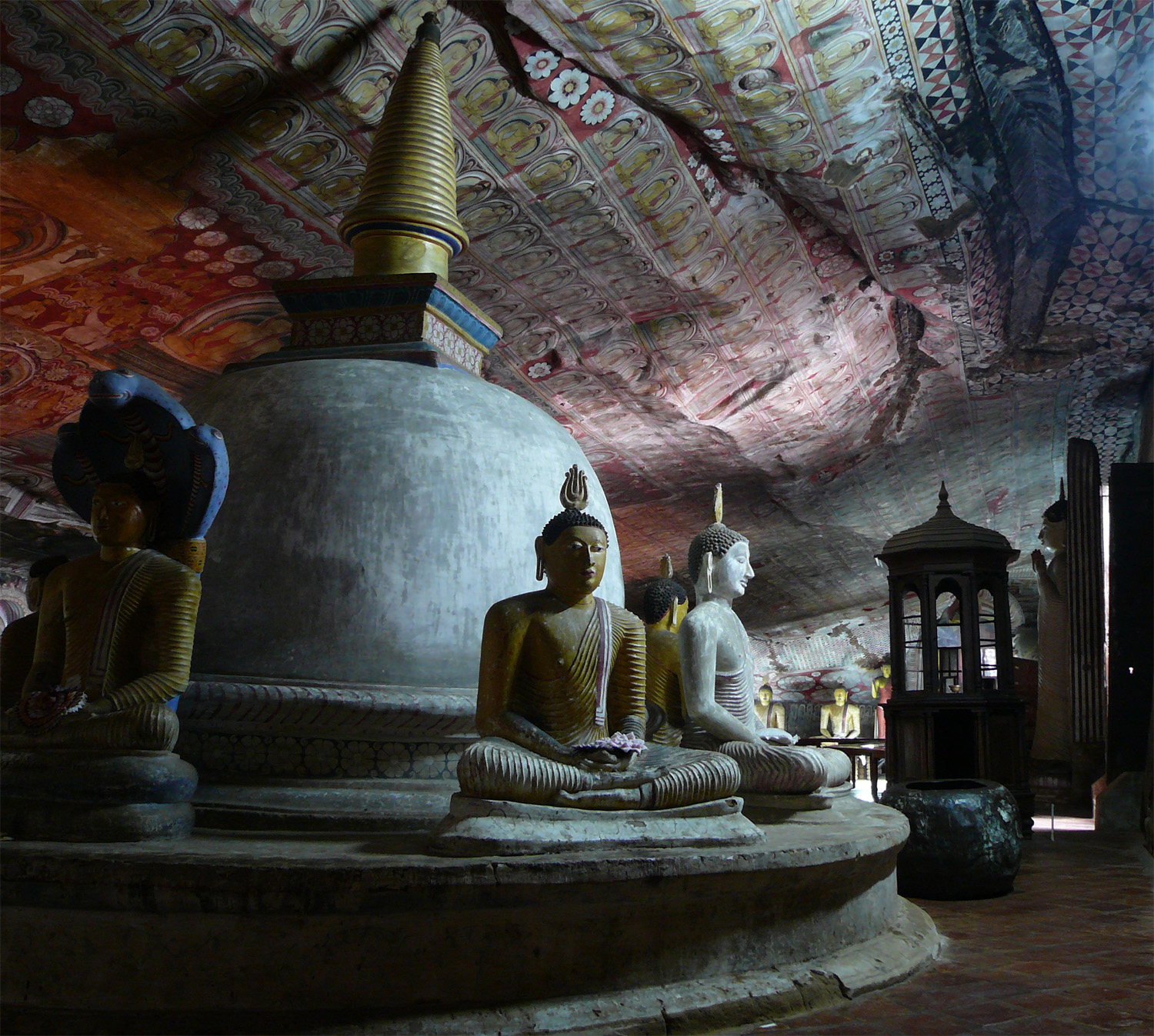
Dambullatemplet i Sri Lanka, ett av de äldsta buddhistiska templen.
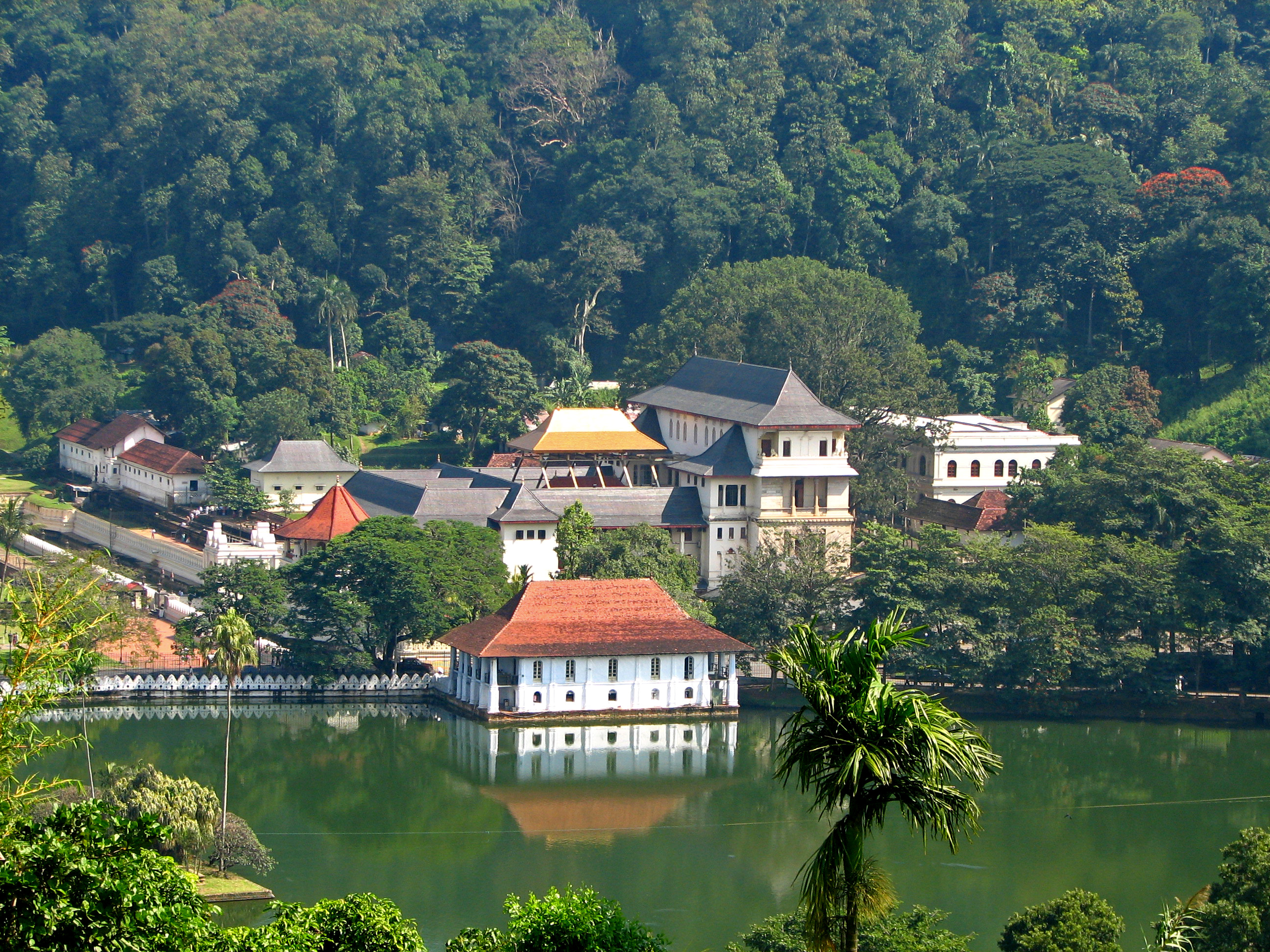
Sri Dalada Maligawa i Kandy, det viktigaste templet i Sri Lanka.
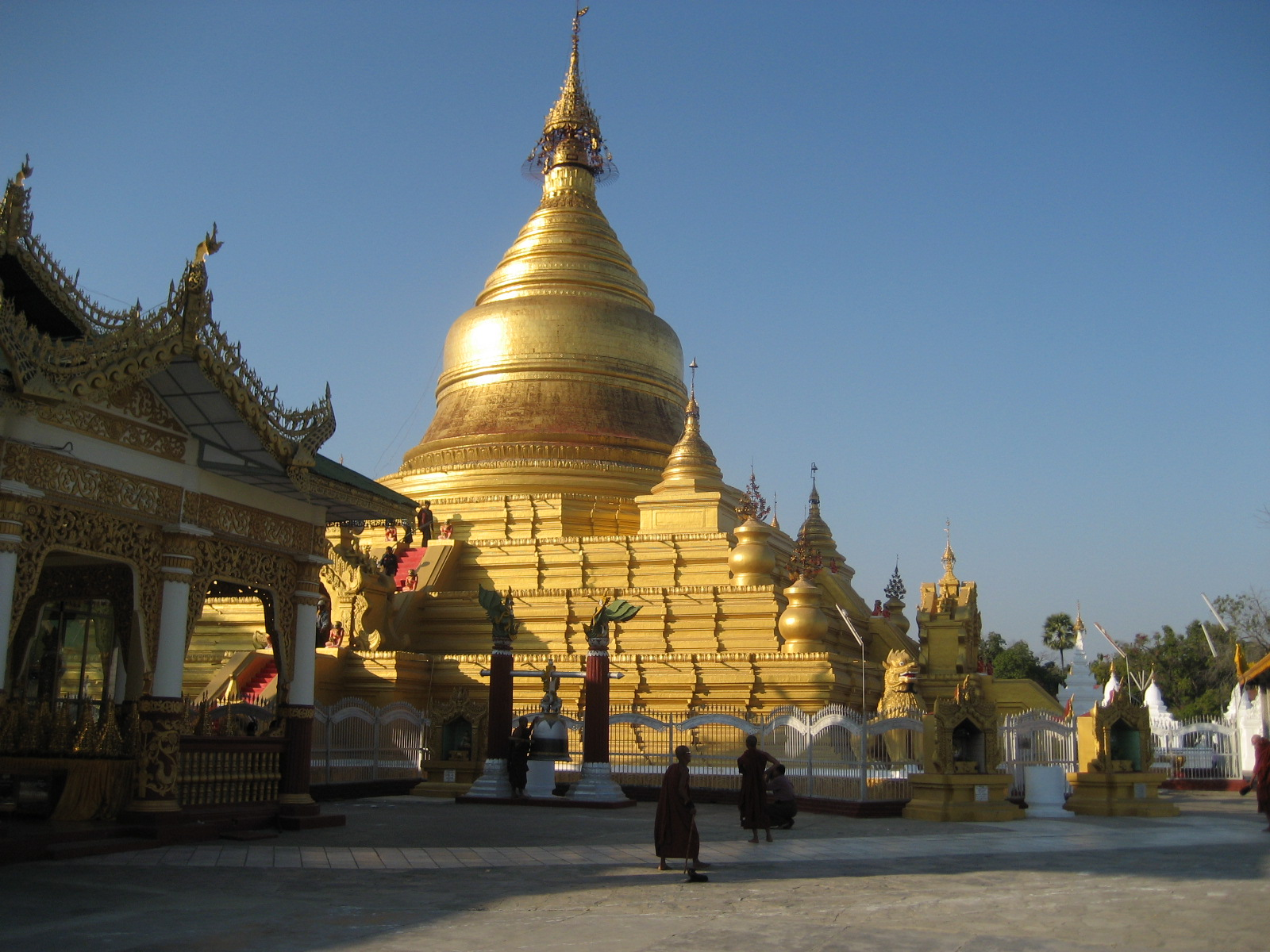
Kuthodaw Pagoda i Mandalay, Burma.
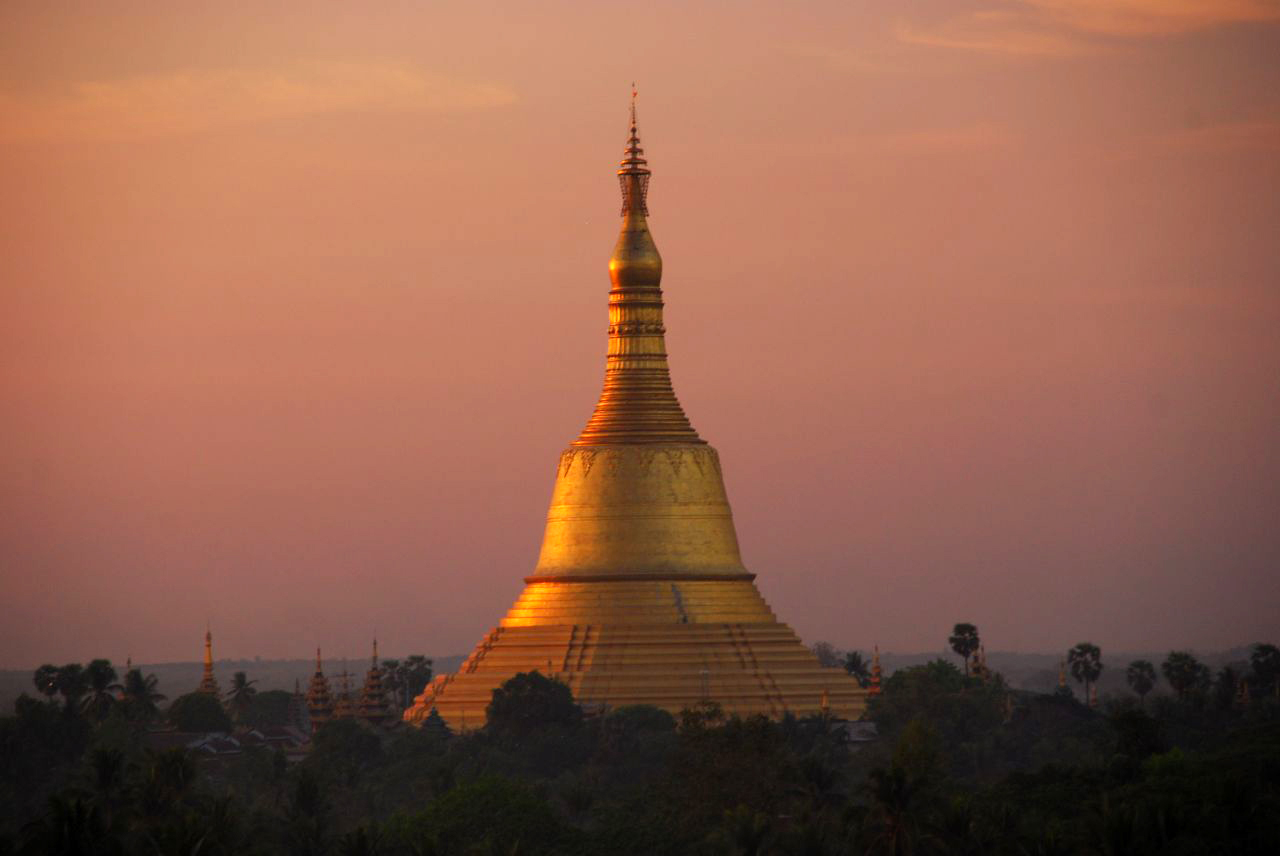
Shwemawdaw Paya i Bago, den högsta pagodan i Burma.
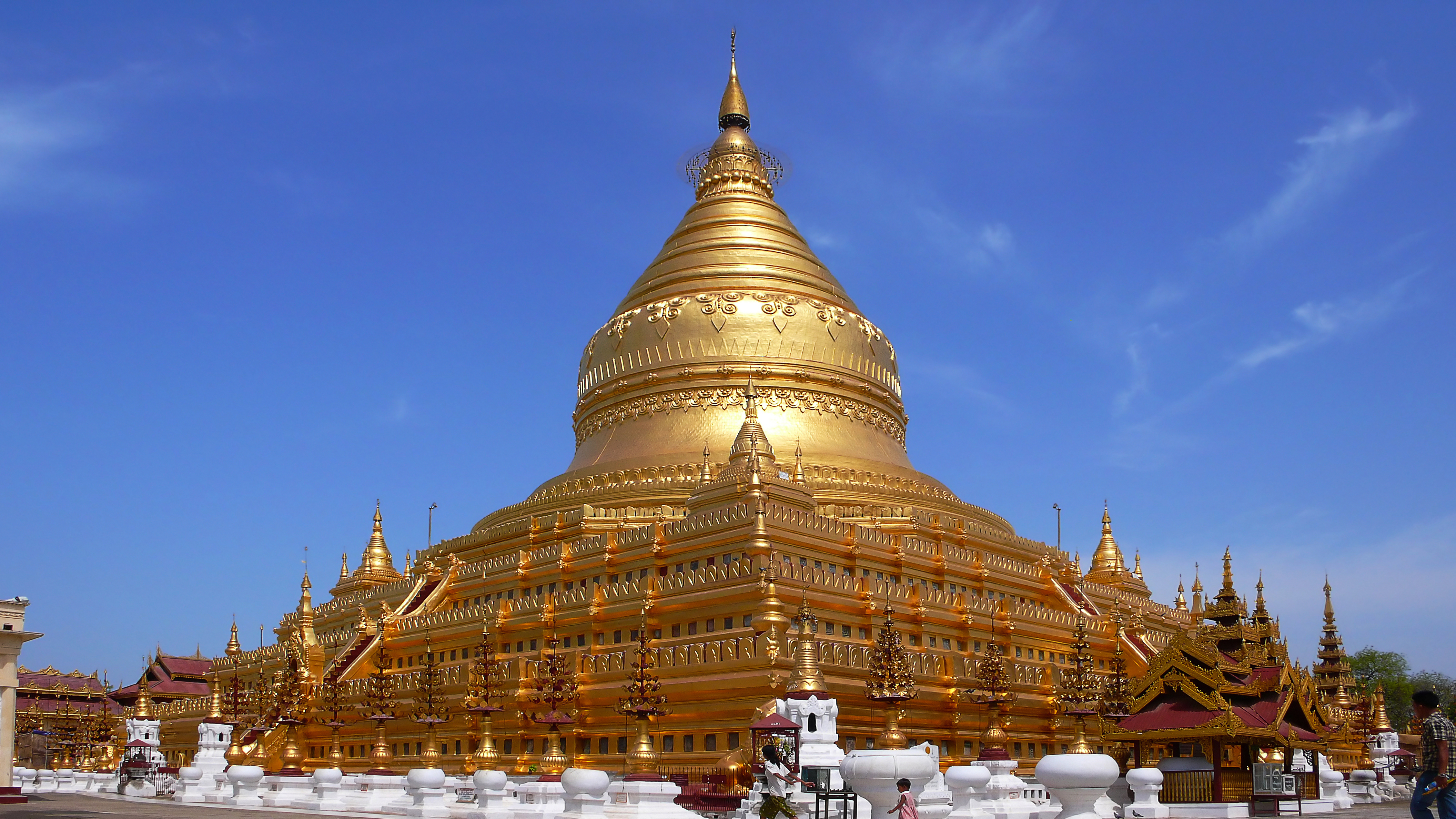
Shwezigon Pagoda i Nyaung-U District, en prototyp av burmesiska stupor.
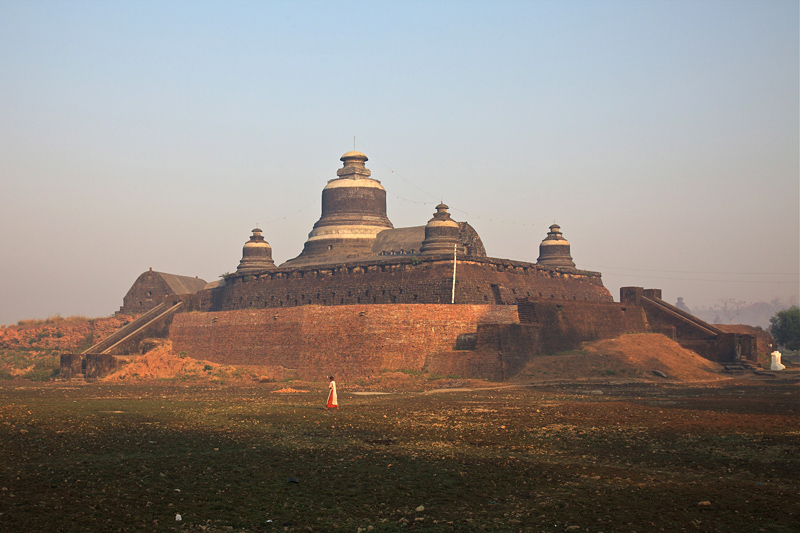
Htukkanthein, ett av de mest kända templen i Mrauk U, Burma.
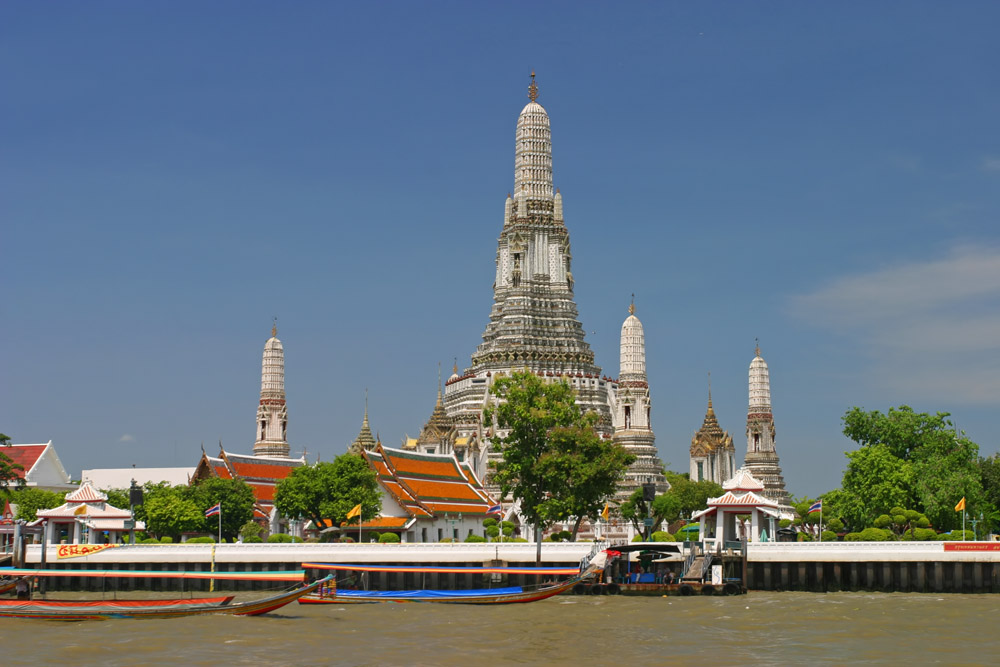
Wat Arun i Bangkok, ett av de mest kända landmärkena i Thailand.
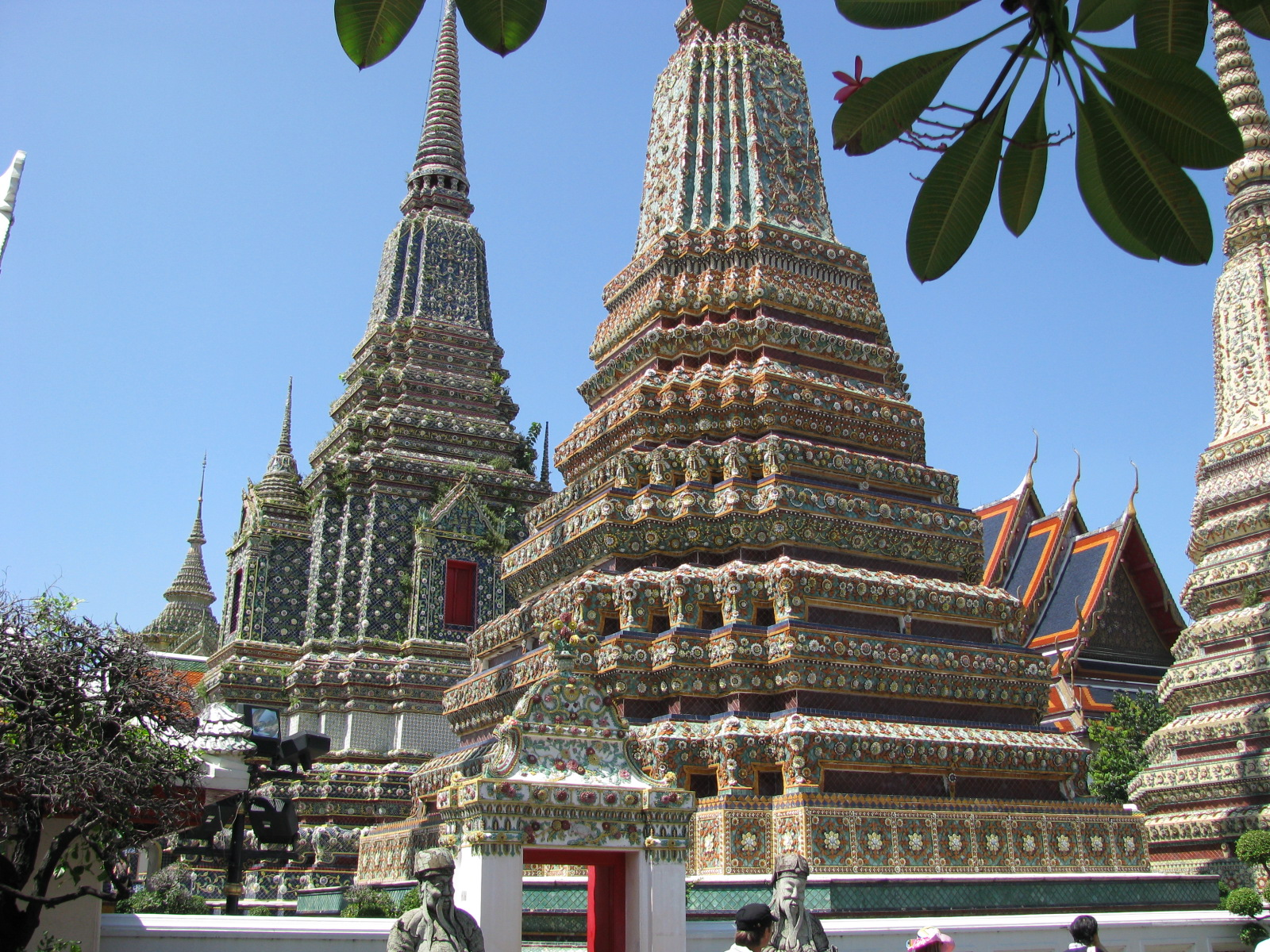
Wat Pho, ett av de största och äldsta templen i Bangkok, Thailand.
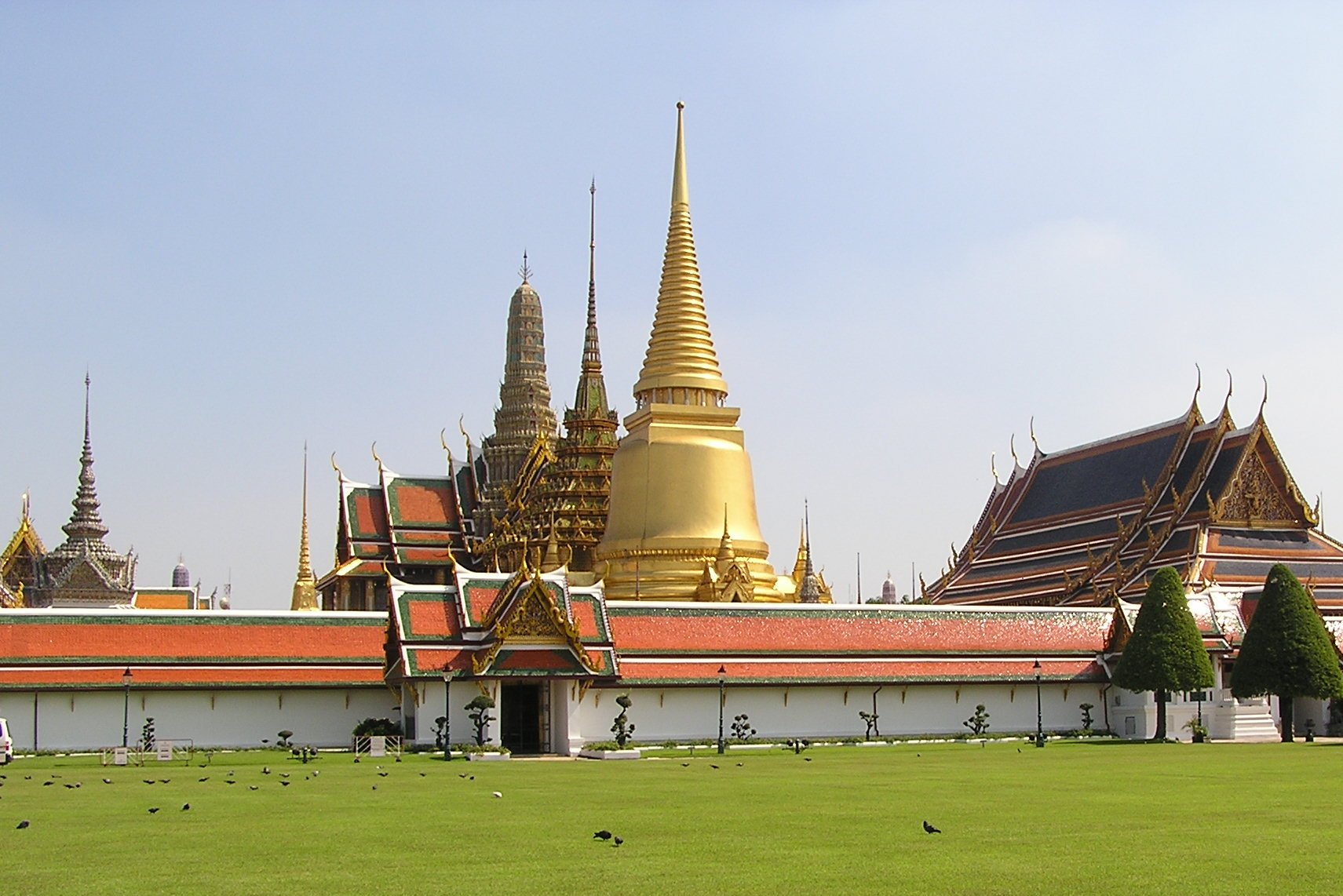
Wat Phra Kaew i Bangkok, det mest heliga templet i  Thailand.
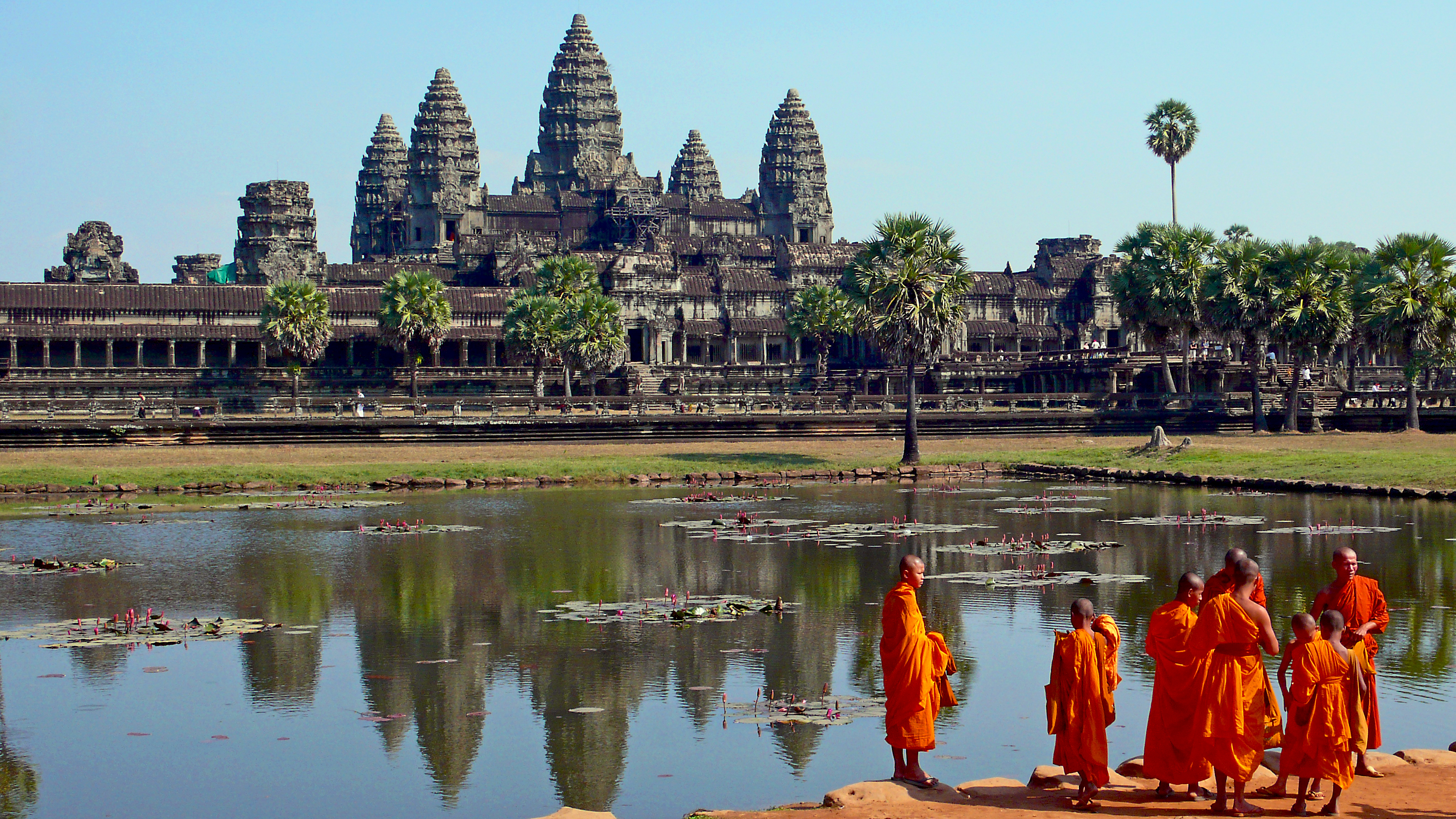
Angkor Wat i Kambodja, världens största religiösa byggnad.
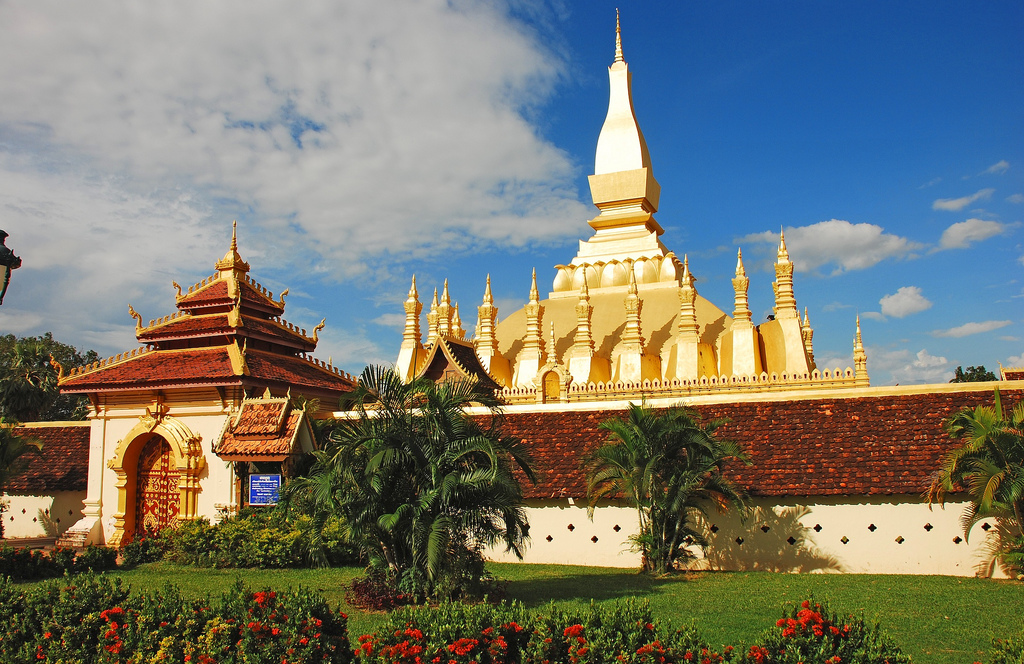
Pha That Luang in Vientiane, nationalsymbolen för Laos.
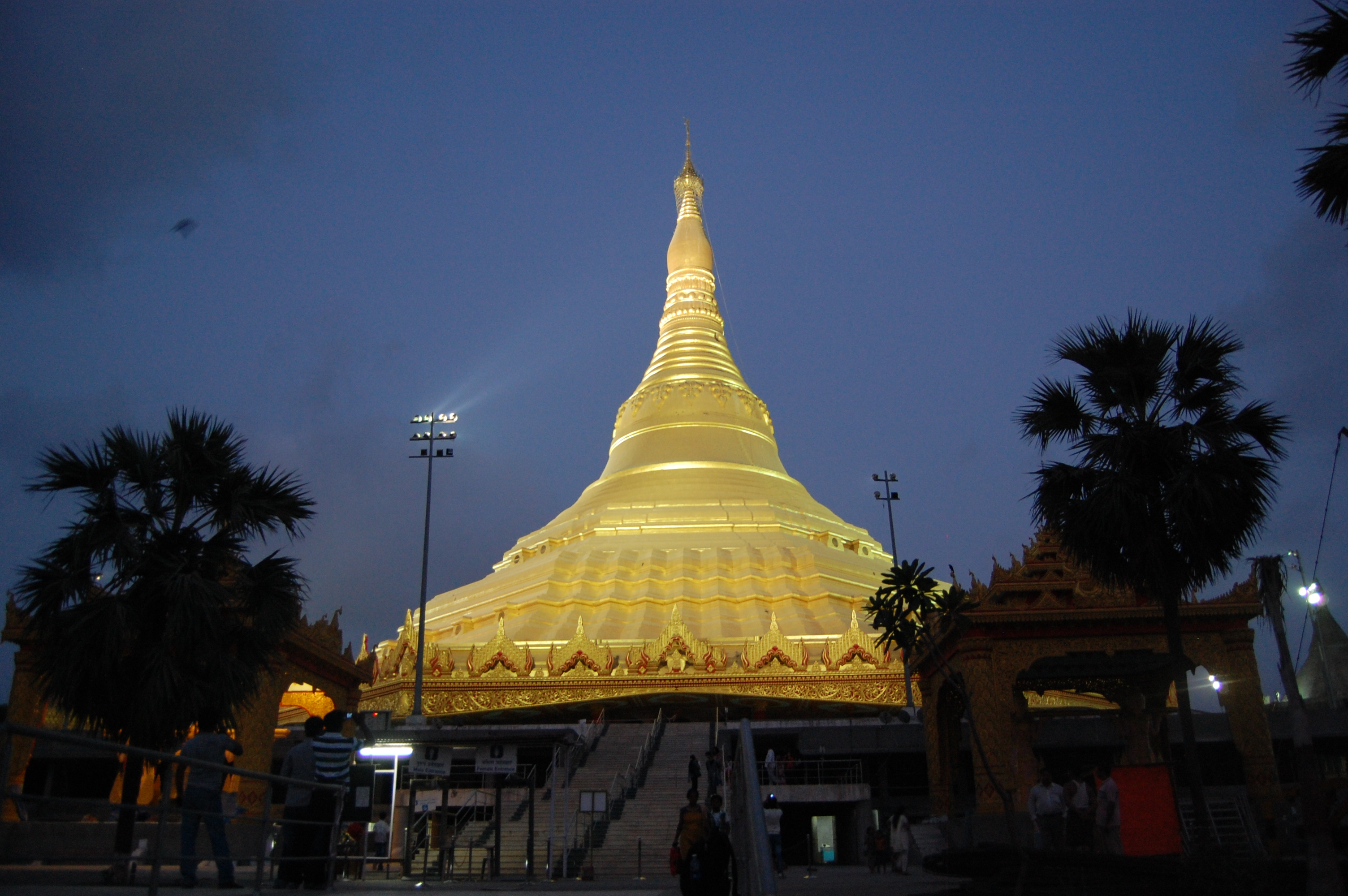
Globala Vipassana Pagodan i Bombay, Indien.